# Tony DeZuñiga
Tony DeZuñiga   (Manila, 8 de novembre de 1932 - Las Piñas, 11 de maig de 2012), també conegut com Antony de Zuñiga però que va treballar principalment amb el nom de Tony DeZuniga, va ser un dibuixant i il·lustrador de còmics filipí conegut pels seus treballs per a DC Comics i Marvel Comics. Per la primera, va co-crear els personatges de ficció Jonah Hex i Black Orchid. Els còmics que s'han publicat a Catalunya, i distribuïts a l'estat espanyol, per editorials com Planeta, a través del segell Còmics Forum, o Panini, han modificat el seu nom als títols de crèdit per Tony DeZuñiga, recuperant així la ñ del seu cognom.
DeZuñiga va ser el primer dibuixant de còmics filipí el treball del qual va ser acceptat per editorials estatunidenques, obrint el camí perquè molts altres artistes filipins entrissin a la indústria internacional del còmic.

## Biografia
DeZuniga va néixer a Manila, Filipines, i va començar la seva carrera de còmics a 16 anys, en la rotulació de Liwayway, una revista setmanal filipina els col·laboradors de la qual incloïen els dibuixants de còmics Alfredo Alcala i Nestor Redondo, que més tard es convertirien en els seus mentors.
Finalment, va rebre una llicenciatura en ciències en art comercial per la Universitat de Santo Tomas a les Filipines. El 1962 va arribar als Estats Units per estudiar disseny gràfic a la ciutat de Nova York. Va tornar al seu país natal per treballar en publicitat i per a còmics filipins com a autònom.
Quan va tornar a la ciutat de Nova York a finals dels anys 60, DeZuniga va entrar al mercat nord-americà del còmic sota la direcció de l'editor Joe Orlando a DC Comics, entintant art a llapis de Ric Estrada en un còmic romàntic de Girl's Love Stories nº 153 (agost de 1970). El debut nord-americà de DeZuniga com a dibuixant va arribar amb una història de terror que va entintar ell mateix per a House of Mystery nº 188 (set. /Oct. 1970).

### DC i Marvel Comics
DeZuñiga es va convertir en un col·laborador habitual de DC. Amb l'escriptor John Albano, va co-crear el personatge de l'oest de llarga durada Jonah Hex, i Sheldon Mayer la primera Black Orchid. DeZuñiga va servir com a introducció al que seria una afluència d'artistes filipins als còmics nord-americans dels anys setanta, i va fer que l'editor d'Orlando i DC Carmine Infantino visités les Filipines el 1971 per buscar talent. Entre els artistes que s'hi van trobar i que aviat es convertirien en pilars tant de DC com de Marvel Comics hi havia Alfredo Alcalá, Alex Niño, Nestor Redondo i Gerry Talaoc. Va ser responsable del descobriment de l'artista Steve Gan i va ser l'agent d'art de Gan als Estats Units encarregat d'importar la seva obra d'art a Marvel des de les Filipines. DeZuñiga va entintar l'art de John Buscema per l'adaptació de Marvelous Wizard of Oz (1975) de la Metro-Goldwyn-Mayer, que va ser la primera empresa d'edició conjunta entre Marvel i DC Comics.
DeZuñiga es va traslladar a Nova York des de les Filipines el 1977. Al voltant d'aquesta època, DeZuñiga va formar Action Art Studio, que era un grup d'artistes de komiks filipins amb seu a Nova York que van escriure diversos títols de Marvel Comics sota el pseudònim col·lectiu de "The Tribe". Entre els membres hi havia DeZuñiga, Alfredo Alcalá i Rudy Nebres. DeZuñiga va treballar durant 18 anys per als líders de la indústria Marvel i DC.

### Carrera posterior
Més tard, DeZuñiga es va convertir en dissenyador conceptual de videojocs, passant una dècada amb les divisions de Sega als Estats Units i el Japó. Va fer treballs independents per a McGraw Hill i la Scholastic Corporation, i va il·lustrar per al joc Dungeons & Dragons de TSR en llibres com In Search of Dragons. El 1989, va il·lustrar The DragonLance Saga Book Three, escrit per Roy Thomas.
En jubilar-se, DeZuñiga va començar a fer pintures per encàrrec i a ensenyar art. La seva obra ha estat exposada en galeria.
Va tornar a Jonah Hex amb Jonah Hex: No Way Back, una novel·la gràfica estrenada coincidint amb la pel·lícula Jonah Hex.

## Vida personal
DeZuniga es va casar tres vegades. Ell i la seva dona Mary eren copropietaris d'Action Art Studio a mitjans i finals de la dècada de 1970. La seva tercera dona es deia Tina.

### Malaltia i mort
L'abril de 2012, DeZuniga va patir un ictus que va posar en perill la seva vida. Els metges van poder salvar-lo, però ràpidament van sorgir nombroses complicacions. Tant la comunitat de còmics filipina com la internacional van fer un esforç per recaptar fons per al seu tractament. Durant el Free Comic Book Day el 5 de maig de 2012, els artistes filipins de còmics es van unir i van llançar una campanya d'esbossos, venda de samarretes i subhasta per ajudar a recaptar fons.
L'11 de maig de 2012, a les 1:25 am, DeZuñiga va morir a causa de l'ictus després d'haver provocat un dany cerebral i una insuficiència cardíaca posteriors.

### Llegat
Després de la mort de DeZuniga, Marvel Comics va emetre un comunicat dient: "Tony DeZuniga és una figura històrica dels còmics, una veu singular de la seva pròpia creació. El seu llegat es veurà i se sentirà en la multitud de fans que deixa enrere i en l'increïble conjunt de treballs del qual va romandre justificadament orgullós fins als seus últims dies."

## Premis
- 1997 Sega President's Award for Excellence[25]
- Premi Inkpot 2011[26]
- 2023 induït al Saló de la Fama del Premi Eisner.[27]

## Còmics
La major part del seu treball als còmics era com entintador, excepte on s'indica:

### Archie Comics
- All New Adventures of the Mighty Crusaders #3 (1983)
- Blue Ribbon Comics #3, 6-7 (1983–84)
- Mighty Crusaders #4-7 (1983–84)
- Original Shield #1-2 (1984)

### DC Comics
- Action Comics Weekly (Superman) #601-612 (sobre llapis de Dan Jurgens); (Deadman) #618-621, 623-626 (sobre Kelley Jones) (1988)
- Adventure Comics (Supergirl) #419–420, 424 (artista); (Black Orchid) #428-430 (artista complet, 1972–73)
- All-Star Squadron #49-50, 53, 56-61, 64-67 (entintador); #62 (artista, 1985–87)
- All-Star Western #2, 6-8, 10-11 (artist, 1970–72)
- The Amazing World of DC Comics (Jonah Hex) #13 (quatre pàgines, artista, 1976)
- Aquaman: Sword of Atlantis #43 (artista, 2006)
- Arak, Son of Thunder #1-4, 31, 35, Annual #1 (sobre Ernie Colón llapis); #38-44, 46-50 (artista, 1981–85)
- Batman #350–351 (spbre llapis de Gene Colan); (Catwoman) #350 (artista, 1982)
- Dark Mansion of Forbidden Love #1 (artista, 1971)
- DC Comics Presents #53, 60, 70 (sobre llapis de Curt Swan, Irv Novick i Alex Saviuk, 1983–84)
- Detective Comics #517, 523 (sobre llapis de Gene Colan); Annual #1 (sobre llapis de Klaus Janson) (1982–88)
- Elvira's House of Mystery #5 (over Dick Ayers pencils, 1986)
- Forbidden Tales of Dark Mansion #7 (artista, 1972)
- Ghosts #1-3, 40, 102 (artista complet); #99, 101, 103-104, 112 (tinta sobre llapis de Mike R. Adams, Howard Bender, Greg LaRocque, Marc Silvestri i Mark Texeira) (1971–81)
- Girls' Love Stories #160, 168 (artista, 1971–72)
- Heroes Against Hunger #1 (dues pàgines, sobre llapis de Paris Cullins, 1986)
- House of Mystery #188, 191, 193, 200, 216, 253 (art complet); #257, 292, 294, 297, 306 (tinta sobre llapis de Jerry Grandenetti, Marc Silvestri, George Tuska, Denys Cowan i Greg Curry) (1970–82)
- House of Secrets #93-94, 111, 120 (art complet); #92, 99-100 (tinta sobre llapis d'Alan Weiss, Jack Katz i Mike Sekowsky) (1971–74)
- Infinity, Inc. #10-12, 14-17, 21-31, 33-42, 44, 46-48, 50, Annual #1-2 (sobre llapis de Jerry Ordway i Todd McFarlane entre d'altres, 1985–88)
- Jonah Hex #5, 39, 53-57, 83-88 (art complet); #41, 44-52, 58-72, 74-82 (entinta llapis de Dick Ayers) (1977–84)
- Jonah Hex, vol. 2, #5, 9 (artista, 2006)
- Jonah Hex: No Way Back, novel·la gràfica (artista, 2010)
- Phantom Stranger, vol. 2, (Dr. 13) #12-16, 18-22, 31, 34 (artista, 1971–75)
- Phantom Zone (mnisèrie de Superman) #1-4 (sobre llapis de Gene Colan, 1982)
- The Saga of the Swamp Thing (Phantom Stranger) #4-5 (artista); Annual #1 (sobre llapis de Mark Texeira, 1982)
- Secret Hearts #152 (artist, 1971)
- Secret Origins, vol. 2, #11, 12, 17 (sobre llapis de Luke McDonnell, Tom Grindberg i Carmine Infantino) (1986–87)
- Secrets of Haunted House #2 (artista, 1975)
- Sinister House of Secret Love #2, 4 (artista, 1971–72)
- Super DC Giant #S-21 (sobre llapis de Ric Estrada, 1971)
- The Unexpected #147 (sobre llapis de Ross Andru, 1973)
- V #1-16 (sobre llapis de Carmine Infantino, 1985–86)
- Vigilante #30 (artista); Annual #2 (sobre llapis de Ross Andru, 1986)
- The Warlord (Arak, Son of Thunder) #48 (sobre llapis d'Ernie Colón, 1981)
- Weird Mystery Tales #7-8, 12 (artista, 1973–74)
- Weird War Tales #8, 11-14, 18, 22 (artista, 1972–74)
- Weird Western Tales (Jonah Hex) #12-14, 16-23 (artista, 1972–74)
- The Witching Hour #16, 23 (artista, 1971–72)
- Wonder Woman (Huntress) #302-303 (sobre llapis de Mike DeCarlo, 1983)
- World's Finest Comics #290-291, 293 (sobre llapis d'Adrian Gonzales, 1983)
- Young All-Stars #17, 20, Annual #1 (sobre llapis de Michael Bair, 1988)
- Young Love #85, 122 (sobre llapis de Ric Estrada, 1971–76)
- Young Romance #167 (artista); #171 (sobre llapis d'Art Saaf), #181 (sobre llapis de Ric Estrada) (1970–72)

### Marvel Comics
- Alpha Flight #55-57 (sobre llapis de Jim Lee, 1988)
- The Amazing Spider-Man #174, 176 (sobre llapis de Ross Andru), Annual #22 (sobre llapis de Ron Lim) (1978–88)
- The Avengers #335 (sobre llapis de Jeff Moore), Annual #17 (sobre llapis de Ron Lim) (1988–91)
- Black Knight #1-2 (artista); #3-4 (sobre llapis de Rich Buckler) (1990)
- Captain America #339 (sobre llapis de Kieron Dwyer, 1988)
- Captain Justice #2 (entintador) (1988)
- Codename: Spitfire #10, 13 (sobre llapis de Marshall Rogers i Dave Hoover, 1987)
- Conan the Barbarian #65-67, 69 (sobre llapis de John Buscema); #87, 251 (artista) (1976–91)
- Conan the Barbarian: The Horn of Azoth (sobre llapis de Mike Docherty, 1990)
- Conan the King #47 (artist, 1988)
- D.P. 7 Annual #1 (sobre llapis de Lee Weeks, 1987)
- Daredevil #153 (sobre llapis de Gene Colan); #244-246 (sobre llapis de Louis Williams i Tom Morgan) (1978–87)
- Darkman #2-3 (sobre llapis de Bob Hall, 1990)
- Deadly Hands of Kung Fu #11-12, 24, 28 (sobre llapis de George Pérez, Keith Giffen i Joe Staton); #26-27, 30 (artista) (1975–76)
- Doc Savage, vol. 2, #1, 3-4, 7 (sobre llapis de John Buscema i Val Mayerik); #2, 5-6 (artista) (1975–76)
- Doctor Strange, Sorcerer Supreme #4, 16-18, 20-22 (sobre llapis de Richard Case i Butch Guice); #31 (artista) (1989–91)
- Dracula Lives #8, 10-11, 13 (artista, 1974–75)
- Fallen Angels #8 (sobre llapis de Joe Staton, 1987)
- Fantastic Four #190 (sobre llapis de Sal Buscema); Annual #20-22 (sobre llapis de Paul Neary, Ron Lim i Rich Buckler) (1978–89)
- Foolkiller #1-5 (sobre llapis de J.J. Birch, 1990–91)
- Freddy Krueger's A Nightmare on Elm Street #1-2 (artista, 1989)
- Ghost Rider #25, 29 (sobre llapis de Don Heck i Don Perlin, 1977–78)
- Godzilla #3-4 (sobre llapis de Herb Trimpe i Tom Sutton, 1977)
- The Hulk! #11, 14 (sobre llapis de Gene Colan, 1978)
- Human Fly #8 (sobre llapis de Frank Robbins, 1978)
- The Incredible Hulk #328 (sobre llapis de Dwayne Turner, 1987)
- Iron Man #275 (artista, 1991)
- John Carter, Warlord of Mars #10 (artista), Annual #3 (sobre llapis d'Alan Weiss) 1978–79)
- Justice #16-18 (sobre llapis de Lee Weeks) (1988)
- Kickers, Inc. #6-10, 12 (sobre llapis d'Alan Kupperberg) (1987)
- Man-Thing #15 (1975)
- Marvel Classics Comics #19 (artista, 1977)
- Marvel Fanfare (Shanna the She-Devil) #59 (artista, 1991)
- Marvel Graphic Novel: Conan: The Horn of Azoth (sobre llapis de Mike Docherty, 1990)
- Marvel Graphic Novel: Kull: The Vale of Shadow (artist, 1989)
- Marvel Premiere #27 (artista); #54 (sobre llapis de Gene Day) (1975–80)
- Marvel Preview #2-3, 9 (artista); #6, 10, 16, 19 (sobre llapis de Val Mayerik, Jim Starlin, Gene Colan i Sal Buscema) (1975–79)
- Marvel Super Action (Punisher) #1 (artista, 1976)
- Marvel Super-Heroes, vol. 2, #3, 5 (entintador) (1990-1991)
- Marvel Super Special #5, 9 (sobre llapis de John Romita Sr. i John Buscema, 1978–79)
- Marvel Team-Up #70 (sobre llapis de John Byrne, 1978)
- Monsters Unleashed (Tigra) #10 (artista, 1975)
- Ms. Marvel #15, 17 (sobre llapis de Jim Mooney, 1978)
- The 'Nam #45-46, 48, 54-58 (sobre llapis de Wayne Vansant, 1990–91)
- Nightmask #4-5, 10-12 (sobre llapis de Ron Wagner, Arvell Jones, Mark Bagley i Kyle Baker, 1987)
- Power Pack #34 (sobre llapis de Louis Williams i Larry Alexander, 1988)
- Psi-Force #15, 19 (sobre llapis de Javier Saltares i Ron Lim, 1988)
- Punisher, vol. 2, #41 (entre altres entintadors), Annual #1 (sobre llapis de Paris Cullins, 1988–90)
- The Punisher War Journal #21 (sobre llapis de Tod Smith, 1990)
- The Rampaging Hulk (Hulk) #6 (sobre llapis de Keith Pollard); (Shanna the She-Devil) #9 (artista) (1978)
- Red Sonja #15 (sobre llapis de John Buscema, 1979)
- Red Sonja, vol. 2, #1 (juntament amb Ernie Colón, 1983)
- Robocop (Magazine) #1 (sobre llapis de Javier Saltares i Alan Kupperberg, 1987)
- Savage Sword of Conan #1, 3, 181, 192-195 (artista); #5, 14, 26-27, 31-32, 38-46, 49-52, 56-58, 171, 177, 190 (tintes sobre llapis de John Buscema, Neal Adams, Sal Buscema, Ernie Colón, Dave Hoover, Luke McDonnell i Mike Doherty) (1974–92)
- Savage Tales (Ka-Zar) #6-8 (sobre llapis de John Buscema); (Shanna the She-Devil) #9 (artista) (1975)
- The Secret Defenders #15-17, 19-25 (sobre llapis de Jerry Decaire i Bill Wylie, 1994–95)
- Silver Surfer Annual #1 (sobre llapis de Paris Cullins, 1988)
- The Spectacular Spider-Man Annual #8 (artista, 1988)
- Spider-Woman #1-5 (sobre llapis de Carmine Infantino, 1978)
- Spitfire and the Troubleshooters #5-9 (sobre llapis de Herb Trimpe, Vince Giarrano i Alan Kupperberg, 1987)
- Strange Tales #176-177 (artista, 1974)
- Strikeforce: Morituri #21-22, 25 (sobre llapis de Huw Thomas i John Calimee, 1988–89)
- Tales of the Zombie #10 (1975)
- Tarzan #3-6, 11 (sobre llapis de John Buscema, 1977–78)
- Thor #248-253, 256-260, 262-264, 266-271, 394; Annual #5, 8 (sobre llapis de John Buscema, Walt Simonson i Bob Hall pencils); #255, 404-406 (artista) (1976–89)
- Vampire Tales #8-9 (artista, 1974–75)
- Web of Spider-Man Annual #4 (sobre llapis de Ron Lim, 1988)
- West Coast Avengers, vol. 2, #32, Annual #3 (sobre llapis de Al Milgrom i Ron Lim, 1988)
- X-Factor Annual #3 (sobre llapis de Paris Cullins, 1988)
- X-Men #110 (artist); Annual #12 (sobre llapis de Ron Lim) (1978–88)

### Marvel Comics/DC Comics
- MGM's Marvelous Wizard of Oz #1 (over John Buscema pencils, 1975)